# السيد عسكر
السيد عبد المقصود محمد عسكر (2 يناير 1934م - 6 يناير 2023) الأمين العام المساعد لمجمع البحوث الإسلامية سابقا وعضو مجلس الشعب المصري عن الدائرة الأولى قسم شرطة طنطا – محافظة الغربية وعضو اللجنة الدينية بمجلس الشعب وأحد أعضاء الكتلة البرلمانية للإخوان المسلمين، ولد في 2 يناير 1934 م قرية ميت الرخا- مركز زفتى محافظة الغربية. كما كان عضوًا في مجلس الشعب المصري.

## المؤهلات الحاصل عليها
- الشهادة العالية من كلية أصول الدين 1959م.
- الشهادة العالمية مع إجازة التدريس بما يعادل الماجستير 1960م.

## الوظائف التي تقلّدها
- وكيل بعثة الأزهر في لبنان سنة 1983-1984م، 1984-1985م، ثم رئيسًا لها سنة 1985-1986م.
- مدير عام الدعوة والإعلام الديني بالأزهر من سنة 1992م إلى سنة 1996م.
- وكيل وزارة- الأمين العام المساعد لمجمع البحوث الإسلامية- من سنة 1996 إلى سنة 1999م.
- أشرف علي أربع إدارات عامة هي:
  - الإدارة العامة للبحوث والتأليف والترجمة والنشر،
  - الإدارة العامة للمصحف،
  - الإدارة العامة للوافدين،
  - الإدارة العامة للبحوث.

## البعثات الخارجية
- 1. السفر إلى اليمن للقيام الدعوة الإسلامية مع القوات المسلحة سنة 1964ـ 1965م.
- 2. مبعوثًا للأزهر إلى لبنان من سنة 1972/1973إلى 1976/1977م.
- 3. مبعوثًا للأزهر في لبنان من سنة 1981/1982م إلى 1985/1986م.
- 4. مبعوثًا للأزهر في أمريكا الشمالية في شهر رمضان لمدة تسع سنوات ابتداء من 1987م.
- 5. مثل الأزهر في مؤتمر الدعوة الإسلامية في كوالالمبور نائبًا عن شيخ الأزهر وذلك لمدة سبعة أيام في شهر فبراير 1993م.

## النشاط الاجتماعي
- عضو بالهيئة الاجتماعية لعلماء الوعظ.
- عضو باللجنة النقابية للعاملين بالأزهر.
- عضو مؤسس في الجمعية التربوية الإسلامية بالغربية ورئيس مجلس إدارتها الشرعي.

## الخبرات السياسية
- عضو مؤسس بجبهة علماء الأزهر ووكيل مجلس إدارتها.
- كان من ضمن مجموعة الخمسين من قيادات الإخوان المسلمين حوكموا أمام المحاكم العسكرية 1995م وكان الغرض من الاعتقال الحيلولة بينه وبين الترشيح في مجلس الشعب في تلك السنة.
- سبق ترشيحه لمجلس الشعب علي قائمة التحالف الإسلامي 1987م وأُعلن نجاحه بالصحف ثم زُوِّرت النتيجة في اليوم التالي.
- تم اعتقاله في شهر مايو عام 2005م بسبب مشاركته في مظاهرة العلماء أمام مسجد المحافظة بطنطا احتجاجا على جريمة إهانة المصحف الشريف علي يد الأمريكيين.
- مثل الأزهر الشريف تمثيلاً مشرفًا في اجتماعات العديد من لجان مجلس الشعب.
- مثَّل الأزهر الشريف تمثيلاً مشرفًا في اجتماعات بالجامعة العربية ونقابة الأطباء ونقابة المهندسين وفي مؤتمرات بجامعة طنطا، وجامعة عين شمس، والمجلس الأعلى للشباب والرياضة، وغيرها.

## أنشطة متنوعة قام بها وشارك فيها
- عضو جمعية الإعجاز العلمي بالقاهرة.
- شارك كمحاضر ومدرب في الدورات التدريبية التي ينظمها الأزهر لشيوخ المعاهد الأزهرية ووكلائها والإداريين بها والإخصائيين الاجتماعيين العاملين بالأزهر ومعاهده.
- شارك كمحاضر ومدرب في الدورات التدريبية التي ينظمها الأزهر بانتظام كل ثلاثة أشهر للعلماء والأئمة والوعاظ القادمين من جميع أنحاء العالم.
- شارك كمحاضر ومدرب لعلماء الوعظ والإرشاد في الدورات التدريبية التي ينظمها لهم الأزهر الشريف للارتقاء بمستواهم.
- شارك في العديد من الندوات والمؤتمرات العامة في داخل مصر ممثلاً للأزهر.
- عمل رئيسًا لتحرير مجلة «نور الإسلام» التي أصدرتها الإدارة العامة للدعوة والإعلام الديني في الفترة التي عمل فيها مديرًا عامًا لتلك الإدارة.

## المؤلفات
له ما يزيد على 15 مؤلفًا في مجال الدعوة الإسلامية أبرزها:
- بستان الدعاة
- سبل الفلاح
- طريق النجاة
- آثار المعاصي والذنوب في هلاك الأفراد والشعوب
- صيحة الحق
- المختار من فضائل القرآن للإمام ابن كثير.